# ゴ・ディン・ヌー
ゴ・ディン・ヌー（ベトナム語：Ngô Ðình Nhu  発音、1910年10月7日 - 1963年11月1日）は、ベトナムの政治家。ベトナム共和国初代大統領ゴ・ディン・ジエムの実弟で大統領顧問を務めた。ゴ・ディン・ニューとも表記され、こちらの読み方のほうが原音に近い。

## 経歴

### 生い立ち
1910年にフランスの植民地であったベトナムで貴族の家に生まれる。1943年に国立図書館に勤めていたときに、チャン・レ・スアン（その後の「マダム・ヌー」）と結婚した。その後勃発した第一次インドシナ戦争後のベトナムの南北分割時に、兄のゴ・ディン・ジェムとともに南ベトナムへ移動する。

### 大統領顧問
1955年10月に兄がベトナム共和国（南ベトナム）の大統領となった後は、大統領顧問として秘密警察を使い政敵を弾圧した他、カトリックであったこともあり、反政府的な仏教徒の弾圧も行った。武力の行使を伴う弾圧を行ったジエム、ヌー兄弟の行動は、友好国を含む世界各国から批判を浴びるとともに、国内からも大きな反発を受けた。
1963年6月、弾圧に対し仏教僧ティック・クアン・ドック師が抗議の焼身自殺をした姿が報道され、世界に衝撃を与えた。しかし、ヌーの妻であり、事実上のファーストレディの地位にあったマダム・ヌーはこれを「坊主のバーベキュー」とテレビ番組のインタビューで愚弄し、国内外の顰蹙と反感を買った。この発言に対して南ベトナムの支援国であったアメリカのジョン・F・ケネディ大統領は激怒したという。
いたずらに強権を振るい、反感を煽るヌーの振る舞いは目に余るとみたアメリカ政府は、ジエムにヌーの更迭を提言したが拒否された。これによって兄弟はアメリカ政府に見限られることになった。

### 死去
ズオン・バン・ミン将軍による1963年ベトナム共和国の軍事クーデター（アメリカはこれを黙認した）の際に、兄のジエム大統領とともにヌーはクーデター部隊によって殺害された。国外に逃亡したマダム・ヌーはそのまま国外追放となった。

## 文献
- 松岡完『ケネディはベトナムにどう向き合ったか　JFKとゴ・ジン・ジェムの暗闘』ミネルヴァ書房、2015年